# 구원의 애정
"구원의 애정"은 한국에서 제작된 민경식 감독의 1955년 영화이다. 윤일봉 등이 주연으로 출연하였고 전정득 등이 제작에 참여하였다.

## 출연

### 주연
- 윤일봉
- 나애심
- 추석양
- 성소민

## 기타
- 조명: 고해진
- 녹음: 이경순
- 미술: 민영식